# Polycarpaea balfourii
Polycarpaea balfourii är en nejlikväxtart som beskrevs av Briq. Polycarpaea balfourii ingår i släktet Polycarpaea och familjen nejlikväxter. Inga underarter finns listade i Catalogue of Life.